# Alt Bukow
Alt Bukow là một đô thị thuộc huyện Rostock (trước thuộc huyện Bad Doberan), bang Mecklenburg-Vorpommern, Đức. Đô thị này có diện tích 15,13 km², dân số thời điểm ngày 31 tháng 12 năm 2006 là 543 người.